# Thériaki

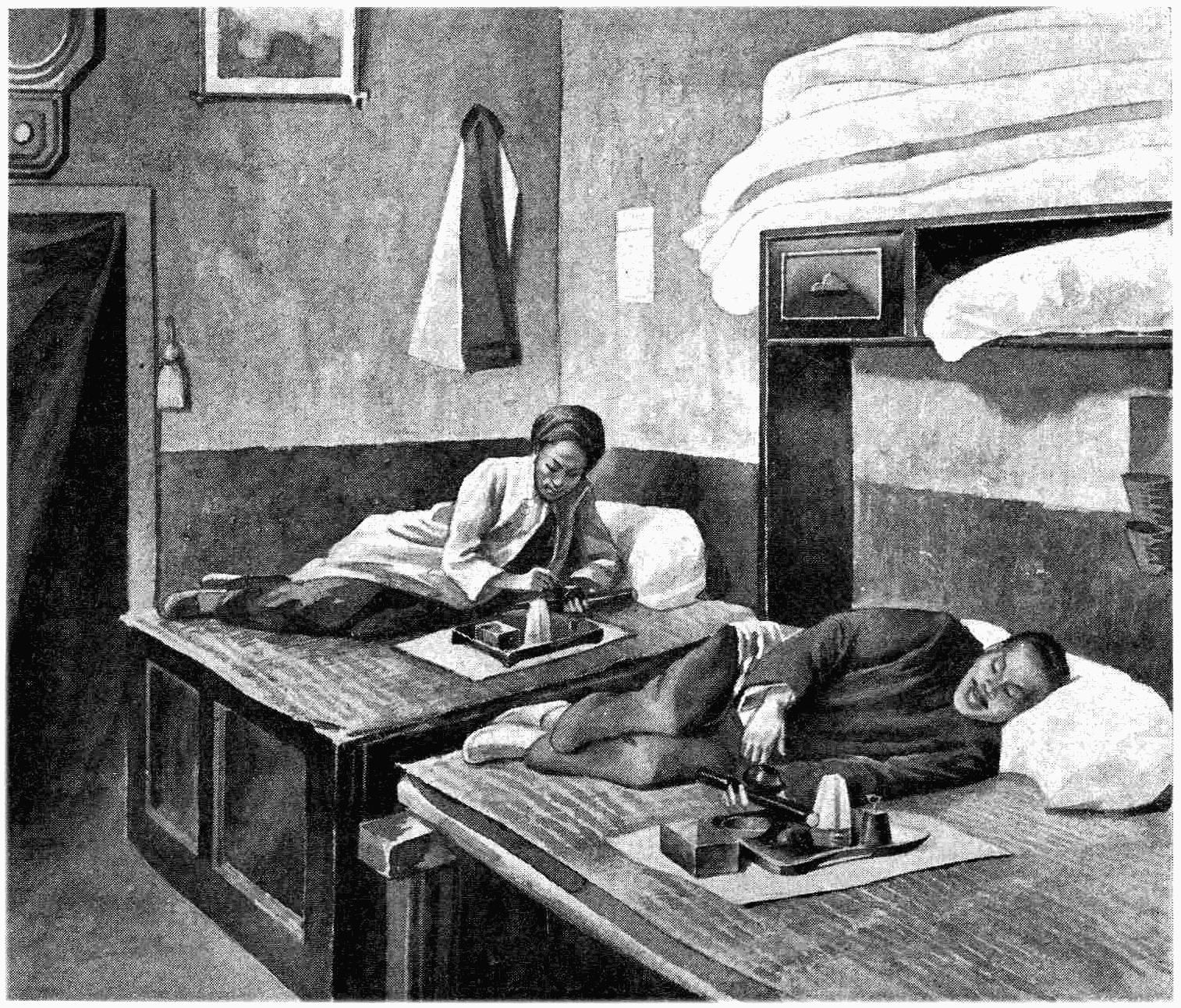
Une fumerie d’opium

Un thériaki est un « mangeur d'opium », ou un fumeur de haschich. 
Le terme est décrit ainsi en 1824 par François Pouqueville:
"Thériaki, espèce d'hommes fort décriés, adonnés à l'usage de l'opium, et connus à Constantinople sous cette dénomitaion injurieuse."
Ce terme est souvent utilisé par Honoré de Balzac dans son œuvre, comme dans La Fille aux yeux d'or ou Le Cousin Pons. Dans Le Père Goriot il attribue à celui-ci le « sourire fixe d'un thériaki » et dans La Rabouilleuse, on trouve la phrase : « À ces mots, la figure chevaline du bonhomme perdit ses teintes cadavéreuses, il eut, sur ses lèvres pendantes, un sourire de thériaki, ... »
Il est utilisé aussi par le baron François de Tott dans Mémoires des Turcs et des Tartares : « Le temps qu'il fallut pour avoir les relais, me donna celui d'examiner le jeu des muscles et les écarts d'imagination qui préludèrent à l'ivresse dans laquelle je laissais ce bienheureux thériaki. »
Le terme de Theriaki est également le titre d'un traité américain connu, écrit par le docteur Samuel B. Collins dans la seconde moitié du XIXe siècle, et analysant l'« usage habituel du poison narcotique », ainsi que la façon de s'en guérir.  